# Sisymbrium
Sisymbrium là chi thực vật có hoa trong họ Cải.